# Macrothemis nobilis
Macrothemis nobilis is een libellensoort uit de familie van de korenbouten (Libellulidae), onderorde echte libellen (Anisoptera).
De wetenschappelijke naam Macrothemis nobilis is voor het eerst geldig gepubliceerd in 1957 door Rácenis.